# 장위닝
장위닝(중국어 간체자: 张玉宁, 1997년 1월 5일 ~ )은 중국의 축구 선수이다. 포지션은 공격수이며 현재 중국 슈퍼리그의 베이징 궈안 소속이다.

## 클럽 경력
2008년 항저우 그린타운의 유스에서 선수 경력을 시작했다. 2015년 항저우의 1군팀으로 승격되었다. 2015년 5월 13일 우한 홍싱 바이룽 FC와의 중국 FA컵에서 프로 데뷔전을 치루었으며 이 경기에서 프로 데뷔골을 기록했다.
2015년 여름 이적시장에서 네덜란드 에레디비시의 피테서와 2년 계약을 체결하였다. 이적 후 반 년만인 2016년 2월 13일 SC 헤이렌베인과의 경기에서 교체 출전하면서 네덜란드 무대에 데뷔했다. 2016년 3월 6일 로다 JC와의 경기에서 네덜란드 이적 후 첫 골을 기록했다. 5월 8일 FC 트벤터와의 경기에서 시즌 2호골을 기록했다. 2016-17시즌을 앞두고 등번호 9번을 받으면서 팀의 주전으로 올라설 수 있을 것이라 기대를 모았지만, 이 시즌에 장위닝은 리키 판 볼프스빙컬의 백업 선수로 시즌을 보냈다. 2016년 10월 26일 RKC 발베이크와의 KNVB컵 2라운드 경기에서 시즌 마수걸이 골을 기록했다. 소속팀인 피테서는 KNVB컵의 결승에 진출했고 2017년 4월 30일 AZ 알크마르를 2-0으로 이기고 우승을 쟁취했다. 하지만 장위닝은 이 경기에서 뛰지 못했다.
2017-18시즌을 앞두고 장위닝은 프리미어리그의 웨스트브로미치 앨비언 FC로 이적했다. 이적한 즉시 장위닝은 독일 분데스리가의 SV 베르더 브레멘으로 2년간 임대되었다. 하지만 브레멘에서의 주전 경쟁에 실패해 2017-18년 단 2경기 출전을 기록했다. 2018-19시즌을 앞두고 에레디비시의 ADO 덴하흐로 다시 임대되었다. 하지만 2018년 아시안 게임에 차출되었을 때 부상을 입은 탓에 시즌 초반 경기에는 결장했다. 2018년 11월 24일 PEC 즈볼러와의 경기에서 첫 경기를 치렀다. 이후 6경기를 출전했지만 득점을 기록하지 못했으며 2019년 2월 22일 덴하흐와의 임대 계약이 해지되었다.
2019년 2월 24일 중국 슈퍼리그의 베이징 궈안으로 이적했다. 2019년 3월 1일 우한 줘얼과의 경기에서 베이징 이적 후 첫 경기를 치렀다. 2019년 3월 9일 충칭 리판과의 경기에서 베이징 데뷔골을 기록했다.

## 국가대표팀 경력
2012년 AFC U-16 챔피언십 멤버로 선발되었다. 조별예선 1차전인 시리아와의 경기와 3차전인 인도와의 경기에서 1골씩 총 2골을 기록했다.
2016년 6월 3일 트리니다드 토바고 축구 국가대표팀과의 경기에서 중국 축구 국가대표팀에 데뷔했으며, 이 경기에서 2골 1도움을 기록했다.
2018년 아시안 게임에 참여하는 중국 U-23 축구 국가대표팀 최종 명단에 포함되었다. 조별리그 첫 경기인 동티모르와 2차전인 시리아와의 경기에서 득점을 기록했다.

## 수상

### 팀
- KNVB컵 우승: 2016-17